# Qualificazioni al campionato europeo maschile di pallavolo 2013
Le qualificazioni per il campionato europeo maschile di pallavolo 2013, le cui fasi finali si sono tenute in Danimarca e Polonia, si sono svolte tra il mese di maggio 2012 e giugno 2013. Hanno partecipato 29 squadre nazionali europee.
Dopo il primo turno, le squadre sono state divise in 6 gruppi da 4: le vincenti di ogni girone sono state ammesse al campionato europeo mentre le seconde classificate hanno disputato i play-off. In totale 9 squadre hanno ottenuto la qualificazione.
Sono già qualificate Danimarca e Polonia, come paesi organizzatori, e le prime cinque qualificate al campionato europeo 2011 (in questo caso si è qualificata la sesta poiché la Polonia, terza classificata, è qualificata di diritto).

## Squadre partecipanti
| - Albania - Andorra - Austria - Belgio - Bielorussia - Cipro - Croazia - Estonia | - Finlandia - Francia - Germania - Regno Unito - Grecia - Israele - Lettonia - Lussemburgo | - Macedonia - Montenegro - Paesi Bassi - Portogallo - Rep. Ceca - Romania - Slovenia - Spagna | - Svezia - Svizzera - Turchia - Ucraina - Ungheria |

## Prima fase

### Squadre partecipanti
- Albania
- Andorra
- Cipro
- Croazia
- Regno Unito
- Israele
- Lussemburgo
- Romania
- Svezia
- Svizzera

### Qualificate alla seconda fase
- Croazia
- Israele
- Regno Unito
- Romania
- Svezia

## Seconda fase

### Squadre partecipanti
| - Austria - Belgio - Bielorussia - Croazia - Estonia - Finlandia | - Francia - Germania - Grecia - Israele - Lettonia - Macedonia | - Montenegro - Paesi Bassi - Portogallo - Regno Unito - Rep. Ceca - Romania | - Slovenia - Svezia - Spagna - Turchia - Ucraina - Ungheria |

### Gironi
| Girone A                                   | Girone B                           | Girone C                            | Girone D                            | Girone E                         | Girone F                         |
| ------------------------------------------ | ---------------------------------- | ----------------------------------- | ----------------------------------- | -------------------------------- | -------------------------------- |
| Bielorussia Portogallo Regno Unito Turchia | Belgio Estonia Israele Paesi Bassi | Austria Croazia Macedonia Rep. Ceca | Finlandia Grecia Montenegro Romania | Germania Slovenia Svezia Ucraina | Francia Lettonia Spagna Ungheria |

### Qualificate al campionato europeo
- Bielorussia
- Finlandia
- Francia
- Germania
- Paesi Bassi
- Rep. Ceca

### Qualificate alla terza fase
- Belgio
- Croazia
- Grecia
- Lettonia
- Slovenia
- Turchia

## Terza fase

### Squadre partecipanti
- Belgio
- Croazia
- Grecia
- Lettonia
- Slovenia
- Turchia

### Qualificate al campionato europeo
- Belgio[1]
- Slovenia
- Turchia[2]

## Tutte le squadre qualificate al campionato europeo
- Danimarca (paese organizzatore)
- Polonia (paese organizzatore)
- Serbia (1º posto nel campionato europeo 2011)
- Italia (2º posto nel campionato europeo 2011)
- Russia (4º posto nel campionato europeo 2011)
- Slovacchia (5º posto nel campionato europeo 2011)
- Bulgaria (6º posto nel campionato europeo 2011)
- Bielorussia (1º posto nel torneo qualificazione Girone A)
- Paesi Bassi (1º posto nel torneo qualificazione Girone B)
- Rep. Ceca (1º posto nel torneo qualificazione Girone C)
- Finlandia (1º posto nel torneo qualificazione Girone D)
- Germania (1º posto nel torneo qualificazione Girone E)
- Francia (1º posto nel torneo qualificazione Girone F)
- Belgio (Spareggio)
- Slovenia (Spareggio)
- Turchia (Spareggio)